# Rue des Gardinoux
La rue des Gardinoux est une voie de communication d'Aubervilliers, à la limite de Saint-Denis.

## Situation et accès
Elle va du croisement de la rue Proudhon et de la rue Waldeck-Rochet à l'avenue Victor-Hugo.

## Origine du nom

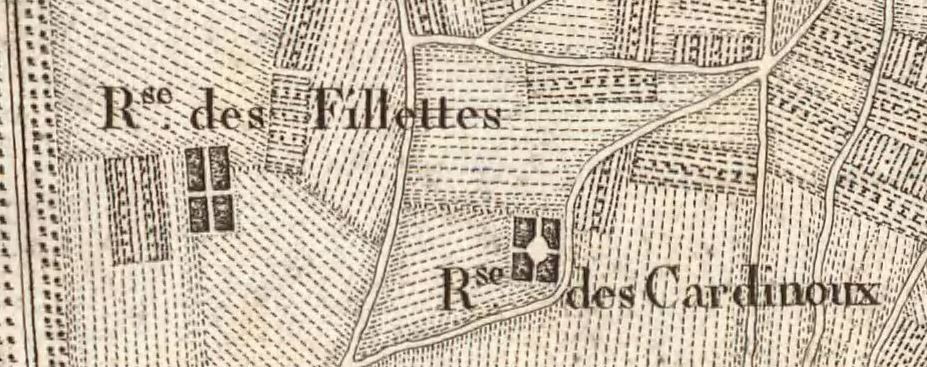
Carte des Chasses du Roi, XVIIIe.

Le nom de cette voie rappelle un ancien lieu-dit qui apparaît sur le plan du graveur Charles Inselin, réalisé en 1707. Il signifie petits jardins.
Une remise des Gardinoux figure sur la carte des Chasses du Roi, créée par Jean-Baptiste Berthier en deux périodes, de 1764 à 1773 et de 1801 à 1807.

## Historique

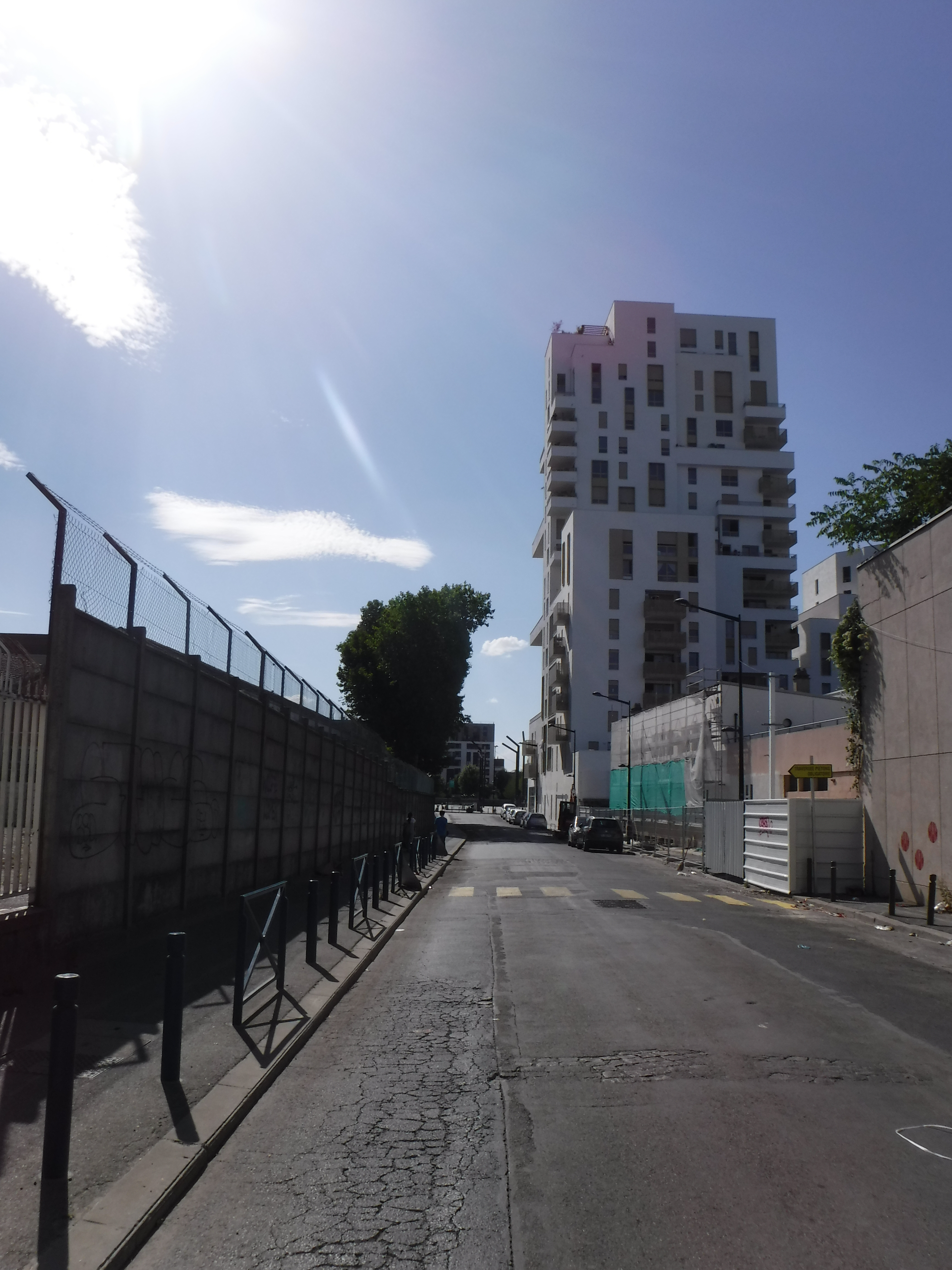
La rue des Gardinoux en 2020.

Il existe une trace d'un chemin des Gardinoux en 1648.
Le plan d'Inselin, en 1707, donne le nom de sente des Gardinoux au tracé de l'actuelle rue des Fillettes, qui traverse Nord-Sud le même lieu-dit.
C'est dans cette rue que s'installe en 1841, la première usine de la Plaine Saint-Denis, en l'occurrence l'abattoir à chevaux de la Ville de Paris. Le triangle délimité avec la rue du Pilier et la rue de la Haie-Coq devenant le cœur de l'industrie de la ville. Entre cette rue et la rue du Pilier se trouvait un octroi.
Les délibérations du conseil municipal d'Aubervilliers, les 13 mai 1870 et 13 décembre 1873, proposent le classement du chemin rural dit des Gardinoux, partant du chemin de la Haie-Coq et allant à celui des Fillettes dans la voirie urbaine, et le règlement de ses alignements. Sa largeur est alors fixée à douze mètres. La rue est pavée en 1872.
La Société générale de fonderie y réalise en 1955 son dépôt du nord parisien.
Le nom de la station de métro Front populaire sur la ligne 12 était initialement identifiée comme Proudhon-Gardinoux, du nom des rues à proximité.

## Bâtiments remarquables et lieux de mémoire
- Le Triangle d’or, entre la rue de la Haie-Coq, la rue des Gardinoux et l’avenue Victor-Hugo, est la première plateforme d’import-export de textile en Europe[8],[9],[10].